# B

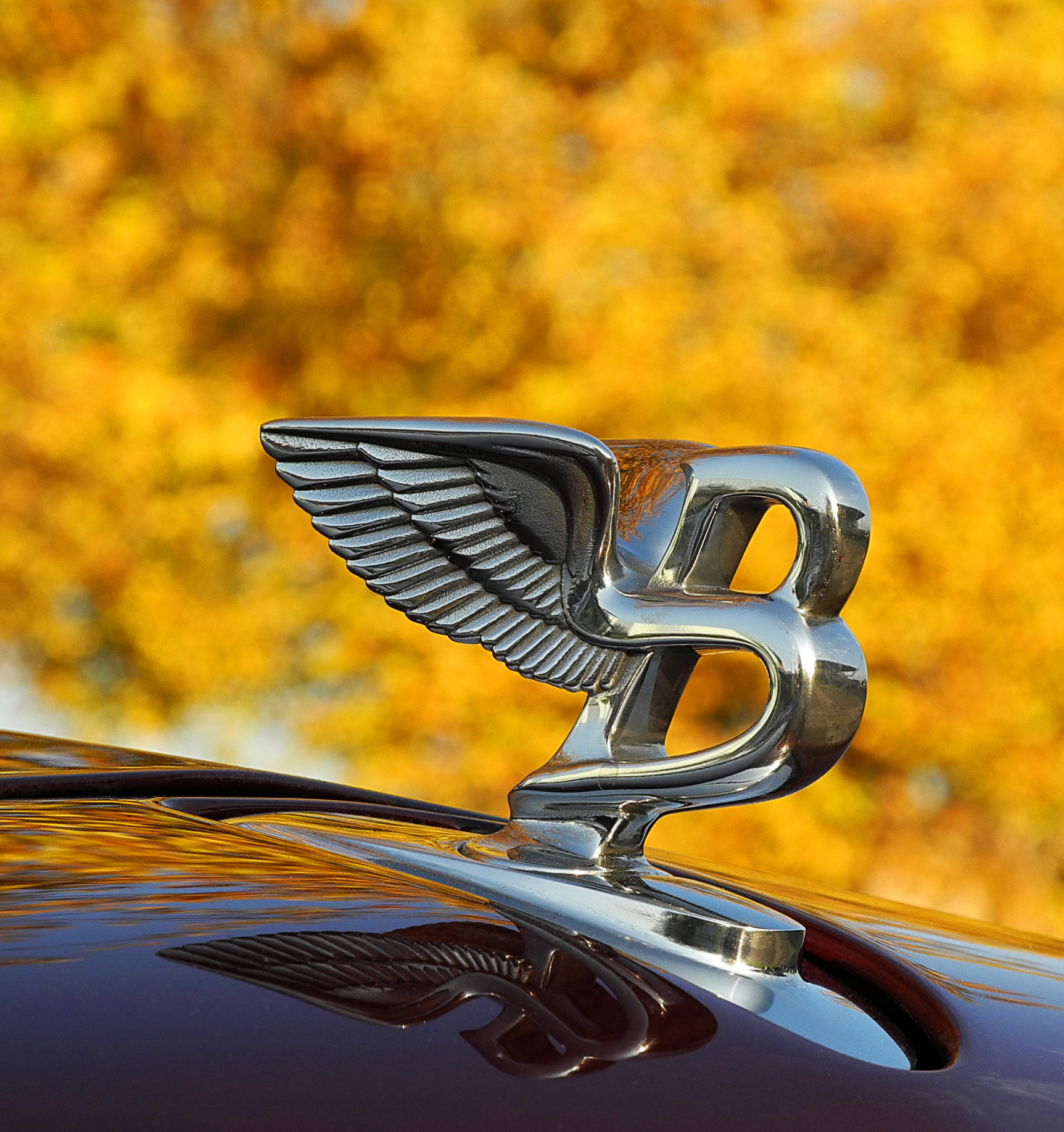
یک نشان تزیینی بنتلی (حرف بی پرنده)

B یا b دومین حرف الفبای خط لاتین است. نام آن در زبان انگلیسی bee (تلفظ / ˈ b i: /)، جمع bees است. این نشان دهنده توقف دو زبانه در بسیاری از زبان‌ها، از جمله انگلیسی است. در برخی از زبان‌های دیگر، برای نشان دادن سایر صامت‌های دو زبانی استفاده می‌شود.

## تاریخچه
| کلبه در هیروگلیف مصری       | خانه در خط نیا-سامی | حرف بِت در فنیقی | بتای یونانی | اتروسکی    | B رومی  |
| --------------------------- | ------------------- | --------------- | ----------- | ---------- | ------- |
| Egyptian hieroglyphic house | Proto-semitic house | Phoenician beth | Greek beta  | Etruscan B | Roman B |

## در نگارش فارسی
این حرف معادل حروف / ب / در الفبای فارسی می‌باشد.

## کاربرد

نحوه نوشتن حرف B (بی بزرگ) و b (بی کوچک)

### زبان انگلیسی
در زبان انگلیسی حرف B در مانند تمام زبان‌ها با خط لاتین به دو صورت بزرگ B و کوچک b نوشته می‌شود. این حرف جزو حروف کانسوننت محسوب می‌شوند. همچنین این حرف با واژه‌های Be به معنای بودن و Bee به معنای زنبور هم‌آوا است و یکسان تلفظ می‌شوند.

### ریاضی
در ریاضی و اقتصاد حرف b معادل عدد ۱٬۰۰۰٬۰۰۰٬۰۰۰ (یک میلیارد) است.

### شیمی

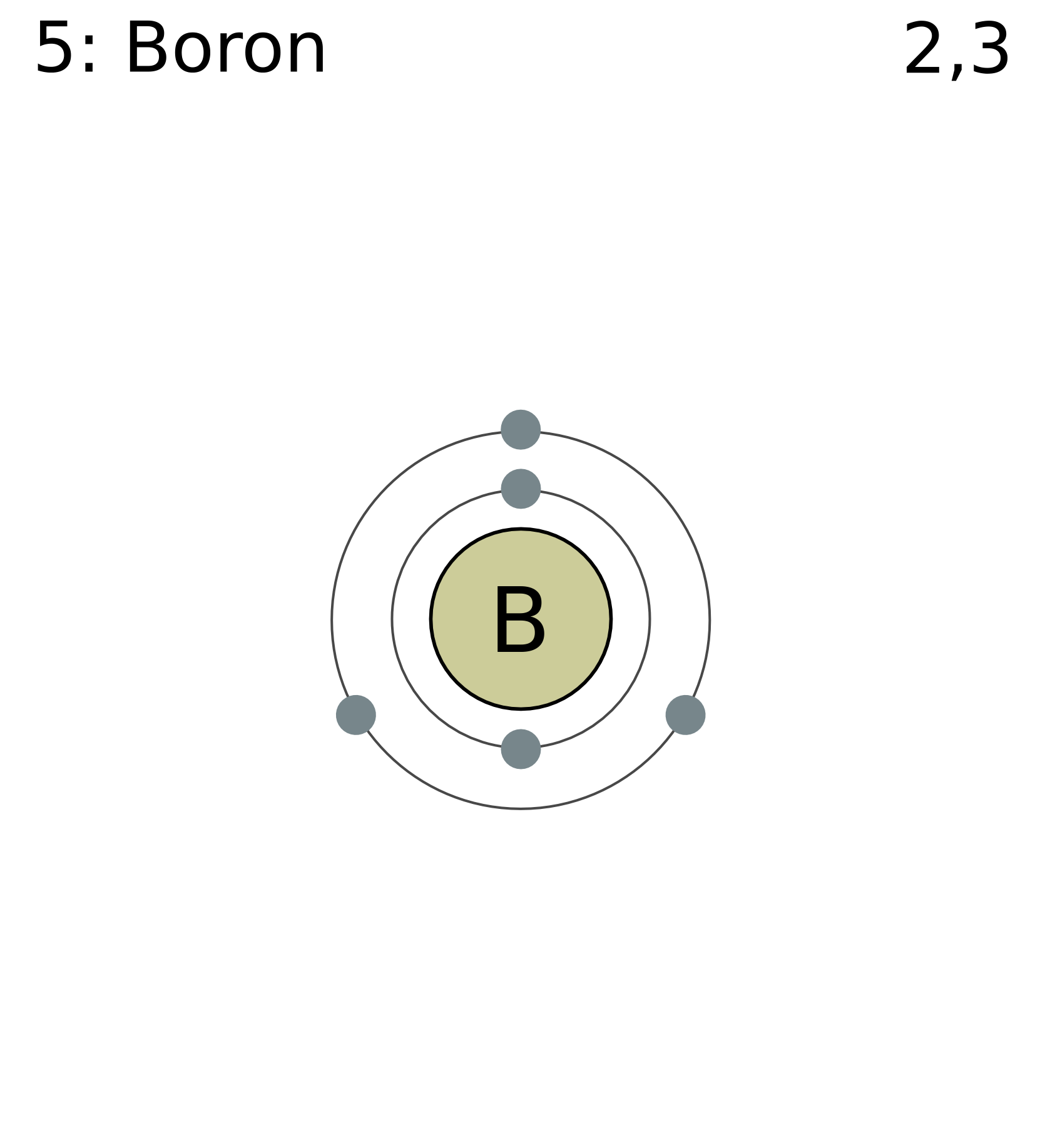
حرف B نمایانگر عنصر بور

در شیمی حرف B نماد عنصر بور در جدول تناوبی است.

### رایانه
در واحدهای حافظه رایانه حرف B (بی بزرگ) نماد بایت و حرف b (بی کوچک) نماد بیت به کوچک‌ترین واحد حافظه است. هر یک بایت از هشت بیت تشکیل می‌شود. همچنین ممکن است در برنامه‌نویسی رایانه‌ای متغیرهایی با حرف B برای نوع داده بولی توسط برنامه‌نویس‌ها اختصاص می‌یابد. این عمل برای کدنویسی یکپارچه انجام می‌شود تا تداخلی در متغیرها ایجاد نشود.

### موسیقی
در موسیقی حرف B نت سی نام دارد که هفتمین نُت از هفت نُت اصلی است. همچنین نماد ♭ (بسیار مشابه حرف b) برای بِمُل بکار می‌رود.

### نمره‌دهی
در نمره‌دهی به مصرف انرژی محصولات الکترونیکی یا در نمره آموزش و پرورش؛ بطور معمول حرف B نماد دومین درجه است که مطلوب، درجه دو یا خوب، ارزیابی می‌شود.

### پزشکی
حرف B نماد ویتامین‌های گروه ب است که بر روی محصولات دارویی و مربوط به تغذیه نیز نشان داده می‌شوند. همچنین حرف b می‌تواند معادل گروه خونی بی است.

## نگارخانه

نشان‌واره بیت‌کوین
نشان‌واره بیتس الکترونیکس
نشان‌واره بلاگر
نماد بلوتوث